# Przyciąganie (film)
Przyciąganie – rosyjski dramat sci-fi w reżyserii Fiodora Bondarczuka. Nad Rosją zostaje zestrzelony niezidentyfikowany obiekt latający, który rozbija się w moskiewskim Czertanowie. Ta dzielnica Moskwy zostaje zajęta przez wojsko i zostaje z niej ewakuowana ludność. Ministerstwo Obrony Narodowej powołuje specjalną komisję, której zadaniem jest nawiązanie kontaktu z przybyszami.

## Obsada
- Oleg Mieńszykow jako pułkownik Lebiediew
- Aleksandr Pietrow jako Artiom
- Rinal Muchamietow jako Hekon
- Irina Starszenbaum jako Julija Lebiediewa
- Nikita Kukuszkin jako Rusłan
- Jewgienij Sangadżyjew jako „Pyton”
- Darja Rudionok jako Swietłana Morozowa
- Ludmiła Maksakowa jako Luba